# Type 052D (lớp tàu khu trục)
Tàu khu trục Type 052D (NATO/OSD định danh tàu khu trục lớp Lữ Dương III) là một lớp tàu khu trục mang tên lửa dẫn đường được sử dụng bởi Hải quân Trung Quốc (PLAN), đây là một trong những lớp tàu chiến mặt nước đông đảo nhất đang phục vụ trong Lực lượng Mặt nước của PLAN.
Type 052D là phiên bản lớn hơn của Type 052C. Tàu trang bị radar mảng quét điện tử chủ động (AESA) dạng phẳng và hệ thống phóng tên lửa thẳng đứng (VLS) dạng hộp (thay vì dạng ổ quay như của 052C), có thể phóng nhiều loại tên lửa chứ không chỉ giới hạn ở tên lửa đối không, khiến nó trở thành tàu khu trục đa năng chuyên dụng đầu tiên của Trung Quốc.

## Tên gọi
Type 052D trang bị 4 tấm radar mảng quét điện tử chủ động (AESA) Type 346A (tên định danh của NATO: Dragon Eye (Mắt Rồng)). Phương tiện truyền thông Trung Quốc đã đặt biệt danh không chính thức cho Type 052D là Aegis của Trung Quốc (tiếng Trung: 中华神盾; bính âm: Zhōnghuá Shéndùn), lý do có biệt danh này là vì họ cho rằng Type 052D có năng lực ngang với các tàu trang bị Hệ thống Chiến đấu Aegis của Hải quân Mỹ, cũng như việc nó sử dụng radar dạng tấm phẳng và hệ thống phóng thẳng đứng giống với tàu chiến Mỹ.

## Thiết kế

### Cảm biến
Type 052D trang bị radar AESA Type 346A và radar băng tần L Type 518.
Tàu trang bị cả sonar mảng kéo tuyến tính và sonar quét độ sâu thay đổi (VDS). VDS được triển khai thông qua một lỗ mở bản lề bằng cơ chế nâng thủy lực ở đuôi tàu. Thân VDS là một vỏ bọc được sắp xếp hợp lý với các cánh thủy động hình chữ Y để tạo sự ổn định khi kéo sonar.

### Vũ khí
Type 052D là tàu chiến mặt nước đầu tiên của Trung Quốc sử dụng hệ thống phóng tên lửa thẳng đứng (VLS) dạng hộp, trái ngược với loại VLS đồng tâm trang bị trên các tàu trước đó. VLS trên Type 052D được cho là bản tiêu chuẩn GJB 5860-2006, với tổng cộng 64 ống phóng, trong đó 32 ống phía trước và 32 ống phía sau, nó có thể bắn tên lửa phòng không tầm xa HHQ-9, tên lửa hành trình chống hạm YJ-18, tên lửa hành trình tấn công mặt đất CJ-10, tên lửa chống tàu ngầm CY-5.
Type 052D trang bị pháo chính 130 mm, và hệ thống vũ khí tầm gần 7 nòng Type 730 (CIWS).

### Liên kết dữ liệu
Type 052D có thể sử dụng hệ thống liên kết dữ liệu tích hợp phục vụ hiệp đồng (JSIDLS) và liên kết dữ liệu chiến thuật chung của hải quân (NCTDL). JSIDLS tương đương với Link 16 và được cấp chứng nhận vào tháng 6 năm 2012. NCTDL là liên kết dữ liệu mã hóa hai chiều thế hệ tiếp theo cung cấp khả năng hỗ trợ cho các loại UAV quang điện và laser; nó thay thế phiên bản cũ hơn là HN-900.

### Hệ thống động lực
Hệ thống đẩy là hệ thống kết hợp diesel và khí (CODOG), gồm hai động cơ tua-bin khí QC-280 và hai động cơ diesel.
Hệ thống truyền động hai trục chân vịt cho tốc độ tối đa 30 hải lý/h (56 km/h; 35 dặm/h).

### Phiên bản kéo dài thân tàu
Type 052D có một phiên bản tăng chiều dài sàn đáp trực thăng thêm 4 mét (13 ft 1 in), thường được gọi không chính thức là Type 052DL. Sàn đáp mở rộng có thể dùng cho trực thăng Harbin Z-20.
Phiên bản kéo dài thân tàu bắt đầu được đóng vào năm 2016, với chiếc đầu tiên mang tên Truy Bác, hạ thủy năm 2018 và đưa vào biên chế năm 2020. Việc đóng thêm các phiên bản này đang được tiếp tục với tốc độ ba hoặc bốn chiếc mỗi năm.

## Danh sách tàu trong lớp 052D
Ba đợt đóng mới đầu tiên của Lớp 052D có tổng cộng 30 chiếc. Đợt thứ tư gồm 10 chiếc hiện đang được đóng.
| Số hiệu                                | Tên tàu                  | Trùng tên               | Nơi đóng tàu                                            | Hạ thủy              | Biên chế             | Hạm đội          | Tình trạng     |
| Type 052D                              | Type 052D                | Type 052D               | Type 052D                                               | Type 052D            | Type 052D            | Type 052D        | Type 052D      |
| -------------------------------------- | ------------------------ | ----------------------- | ------------------------------------------------------- | -------------------- | -------------------- | ---------------- | -------------- |
| 172                                    | 昆明 / Côn Minh          | Thành phố Côn Minh      | Nhà máy đóng tàu Giang Nam, đảo Trường Hưng, Thượng Hải | 28 tháng 8 năm 2012  | 21 tháng 3 năm 2014  | Hạm đội Nam Hải  | Đang hoạt động |
| 173                                    | 长沙 / Trường Sa         | Thành phố Trường Sa     | Nhà máy đóng tàu Giang Nam, đảo Trường Hưng             | 18 tháng 12 năm 2012 | 12 tháng 8 năm 2015  | Hạm đội Nam Hải  | Đang hoạt động |
| 174                                    | 合肥 / Hợp Phì           | Thành phố Hợp Phì       | Nhà máy đóng tàu Giang Nam, đảo Trường Hưng             | 1 tháng 3 năm 2013   | 12 tháng 12 năm 2015 | Hạm đội Nam Hải  | Đang hoạt động |
| 175                                    | 银川 / Ngân Xuyên        | Thành phố Ngân Xuyên    | Nhà máy đóng tàu Giang Nam, đảo Trường Hưng             | 28 tháng 3 năm 2014  | 12 tháng 7 năm 2016  | Hạm đội Nam Hải  | Đang hoạt động |
| 117                                    | 西宁 / Tây Ninh          | Thành phố Tây Ninh      | Nhà máy đóng tàu Giang Nam, đảo Trường Hưng             | 26 tháng 8 năm 2014  | 22 tháng 1 năm 2017  | Hạm đội Bắc Hải  | Đang hoạt động |
| 154                                    | 厦门 / Hạ Môn            | Thành phố Hạ Môn        | Nhà máy đóng tàu Giang Nam, đảo Trường Hưng             | 30 tháng 12 năm 2014 | 10 tháng 6 năm 2017  | Hạm đội Đông Hải | Đang hoạt động |
| 118                                    | 乌鲁木齐 / Ürümqi        | Thành phố Ürümqi        | Nhà máy đóng tàu Giang Nam, đảo Trường Hưng             | 7 tháng 7 năm 2015   | Tháng 1 năm 2018     | Hạm đội Bắc Hải  | Đang hoạt động |
| 119                                    | 贵阳 / Quý Dương         | Thành phố Quý Dương     | Nhà máy đóng tàu Đại Liên, tỉnh Liêu Ninh               | 28 tháng 11 năm 2015 | 22 tháng 2 năm 2019  | Hạm đội Bắc Hải  | Đang hoạt động |
| 155                                    | 南京 / Nam Kinh          | Thành phố Nam Kinh      | Nhà máy đóng tàu Giang Nam, đảo Trường Hưng             | 28 tháng 12 năm 2015 | Tháng 4 năm 2018     | Hạm đội Đông Hải | Đang hoạt động |
| 161                                    | 呼和浩特 / Hohhot        | Thành phố Hohhot        | Nhà máy đóng tàu Giang Nam, đảo Trường Hưng             | 26 tháng 12 năm 2016 | 12 tháng 1 năm 2019  | Hạm đội Nam Hải  | Đang hoạt động |
| 131                                    | 太原 / Thái Nguyên       | Thành phố Thái Nguyên   | Nhà máy đóng tàu Giang Nam, đảo Trường Hưng             | 28 tháng 7 năm 2016  | 3 tháng 12 năm 2018  | Hạm đội Đông Hải | Đang hoạt động |
| 120                                    | 成都 / Thành Đô          | Thành phố Thành Đô      | Nhà máy đóng tàu Đại Liên, tỉnh Liêu Ninh               | 3 tháng 8 năm 2016   | 22 tháng 11 năm 2019 | Hạm đội Bắc Hải  | Đang hoạt động |
| 121                                    | 齐齐哈尔 / Tề Tề Cáp Nhĩ | Thành phố Tề Tề Cáp Nhĩ | Nhà máy đóng tàu Đại Liên, tỉnh Liêu Ninh               | 26 tháng 6 năm 2017  | 14 tháng 8 năm 2020  | Hạm đội Bắc Hải  | Đang hoạt động |
| Type 052D (phiên bản kéo dài thân tàu) |                          |                         |                                                         |                      |                      |                  |                |
| 156                                    | 淄博 / Truy Bác          | Thành phố Truy Bác      | Nhà máy đóng tàu Giang Nam, đảo Trường Hưng             | 14 tháng 8 năm 2018  | 14 tháng 1 năm 2020  | Hạm đội Đông Hải | Đang hoạt động |
| 122                                    | 唐山 / Đường Sơn         | Thành phố Đường Sơn     | Nhà máy đóng tàu Giang Nam, đảo Trường Hưng             | 7 tháng 7 năm 2018   | 14 tháng 8 năm 2020  | Hạm đội Bắc Hải  | Đang hoạt động |
| 132                                    | 苏州 / Tô Châu           | Thành phố Tô Châu       | Nhà máy đóng tàu Giang Nam, đảo Trường Hưng             | 18 tháng 12 năm 2018 | Tháng 1 năm 2021     | Hạm đội Đông Hải | Đang hoạt động |
| 123                                    | 淮南 / Hoài Nam          | Thành phố Hoài Nam      | Nhà máy đóng tàu Giang Nam, đảo Trường Hưng             | 15 tháng 4 năm 2019  | Tháng 2 năm 2021     | Hạm đội Bắc Hải  | Đang hoạt động |
| 162                                    | 南宁 / Nam Ninh          | Thành phố Nam Ninh      | Nhà máy đóng tàu Giang Nam, đảo Trường Hưng             | 23 tháng 2 năm 2019  | 12 tháng 4 năm 2021  | Hạm đội Nam Hải  | Đang hoạt động |
| 124                                    | 开封 / Khai Phong        | Thành phố Khai Phong    | Nhà máy đóng tàu Đại Liên, tỉnh Liêu Ninh               | 10 tháng 5 năm 2019  | 16 tháng 4 năm 2021  | Hạm đội Bắc Hải  | Đang hoạt động |
| 165                                    | 湛江 / Trạm Giang        | Thành phố Trạm Giang    | Nhà máy đóng tàu Đại Liên, tỉnh Liêu Ninh               | 10 tháng 5 năm 2019  | 25 tháng 12 năm 2021 | Hạm đội Nam Hải  | Đang hoạt động |
| 164                                    | 桂林 / Quế Lâm           | Thành phố Quế Lâm       | Nhà máy đóng tàu Giang Nam, đảo Trường Hưng             | 26 tháng 9 năm 2019  | Tháng 9 năm 2021     | Hạm đội Nam Hải  | Đang hoạt động |
| 133                                    | 包头 / Bao Đầu           | Thành phố Bao Đầu       | Nhà máy đóng tàu Giang Nam, đảo Trường Hưng             | 28 tháng 8 năm 2019  | 28 tháng 12 năm 2021 | Hạm đội Đông Hải | Đang hoạt động |
| 134                                    | 绍兴 / Thiệu Hưng        | Thành phố Thiệu Hưng    | Nhà máy đóng tàu Đại Liên, tỉnh Liêu Ninh               | 26 tháng 12 năm 2019 | Tháng 2 năm 2022     | Hạm đội Đông Hải | Đang hoạt động |
| 163                                    | 焦作 / Tiêu Tác          | Thành phố Tiêu Tác      | Nhà máy đóng tàu Giang Nam, đảo Trường Hưng             | 28 tháng 12 năm 2019 | Tháng 1 năm 2022     | Hạm đội Nam Hải  | Đang hoạt động |
| 157                                    | 丽水 / Lệ Thủy           | Thành phố Lệ Thủy       | Nhà máy đóng tàu Đại Liên, tỉnh Liêu Ninh               | 30 tháng 8 năm 2020  | Tháng 6 năm 2022     | Hạm đội Đông Hải | Đang hoạt động |

## Hình ảnh

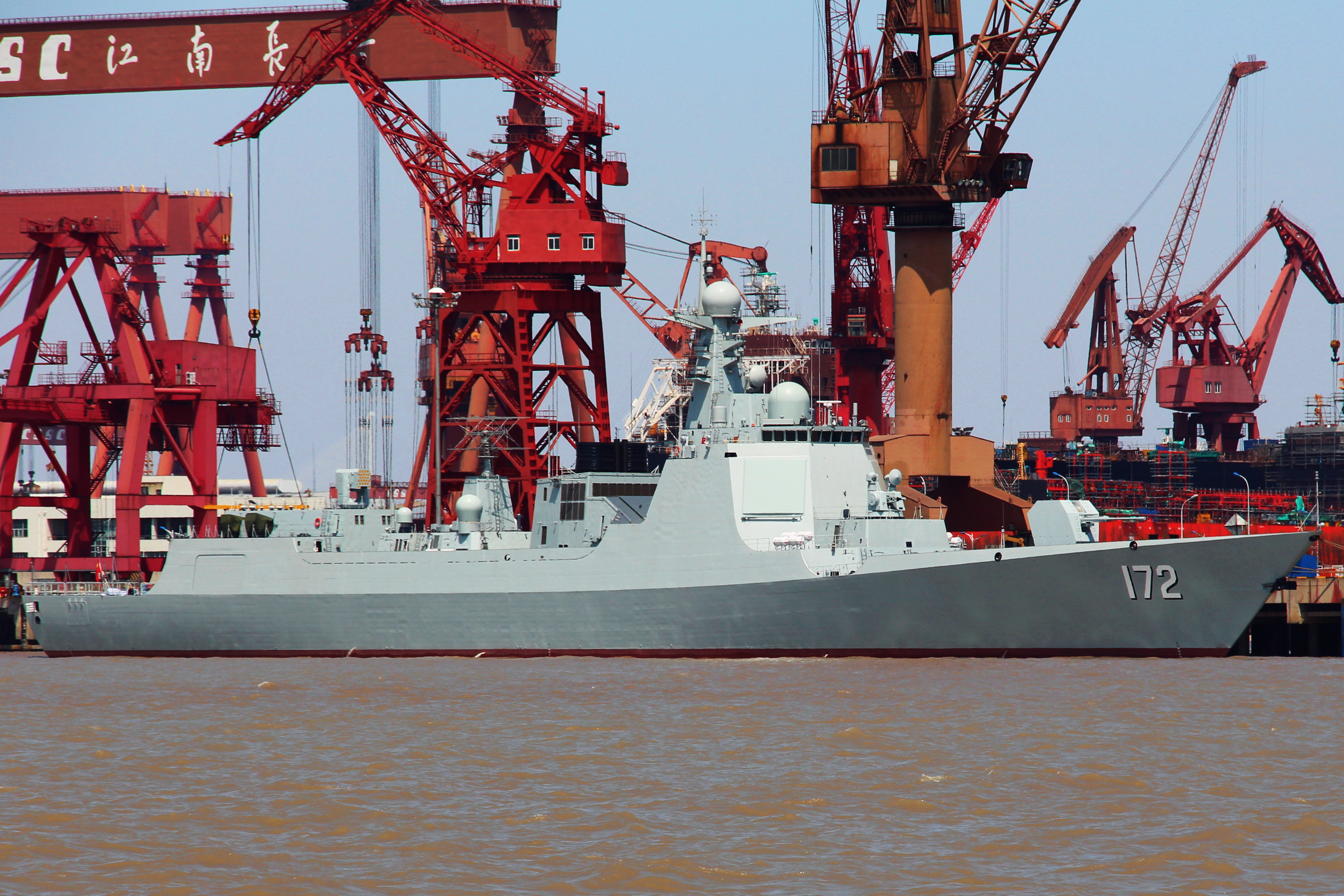
Tàu Côn Minh (172) tại đảo Trường Hưng
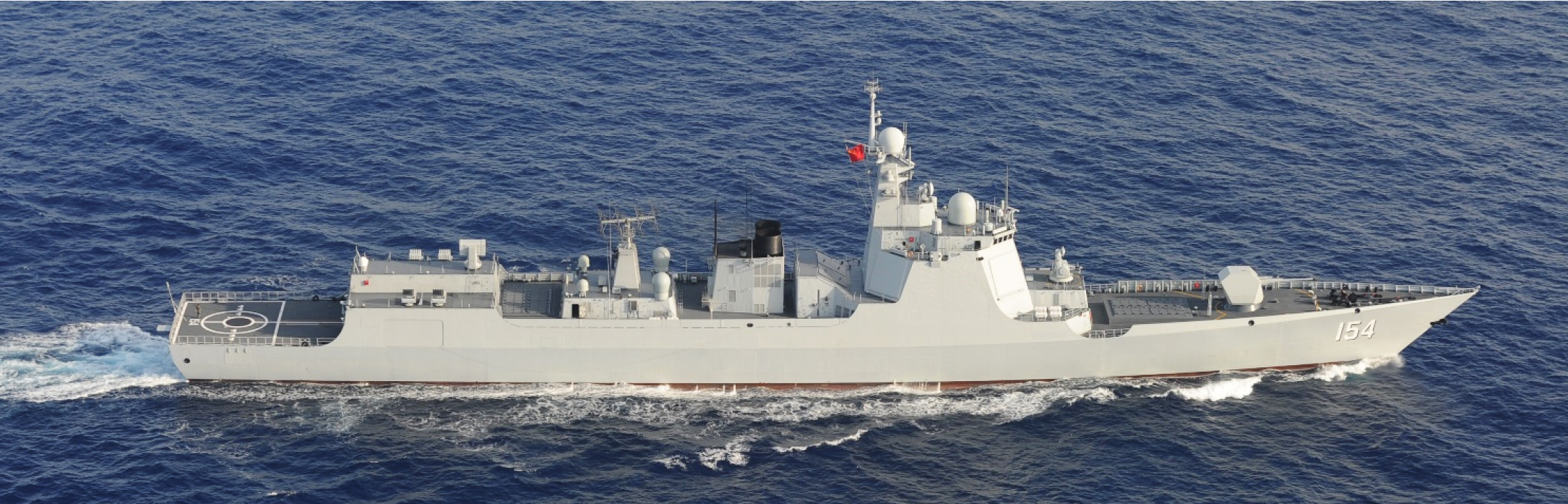
Tàu Hạ Môn (154) vào ngày 20 tháng 4 năm 2018
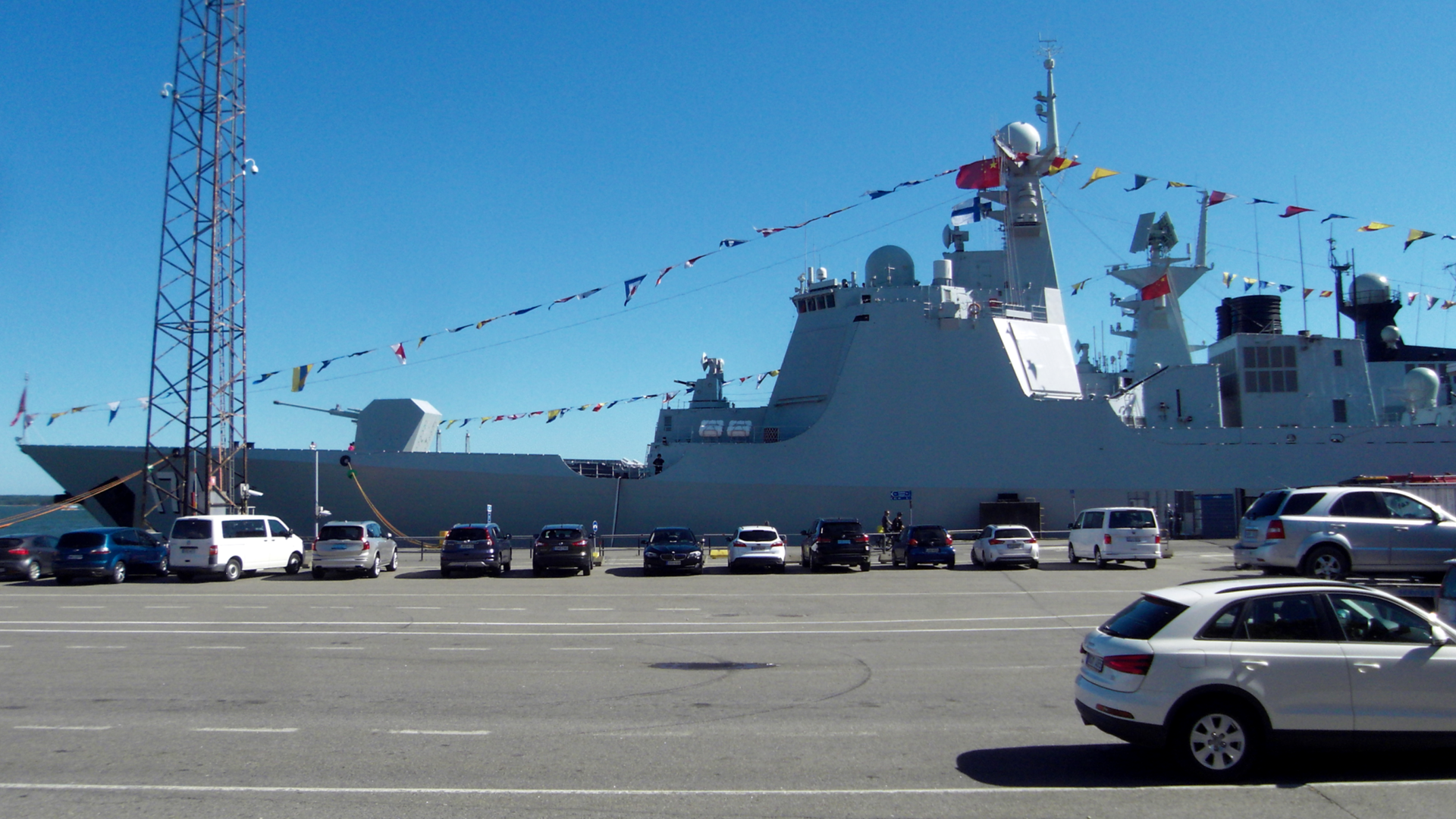
Tàu Hợp Phì (174) trong chuyến thăm Helsinki năm 2017
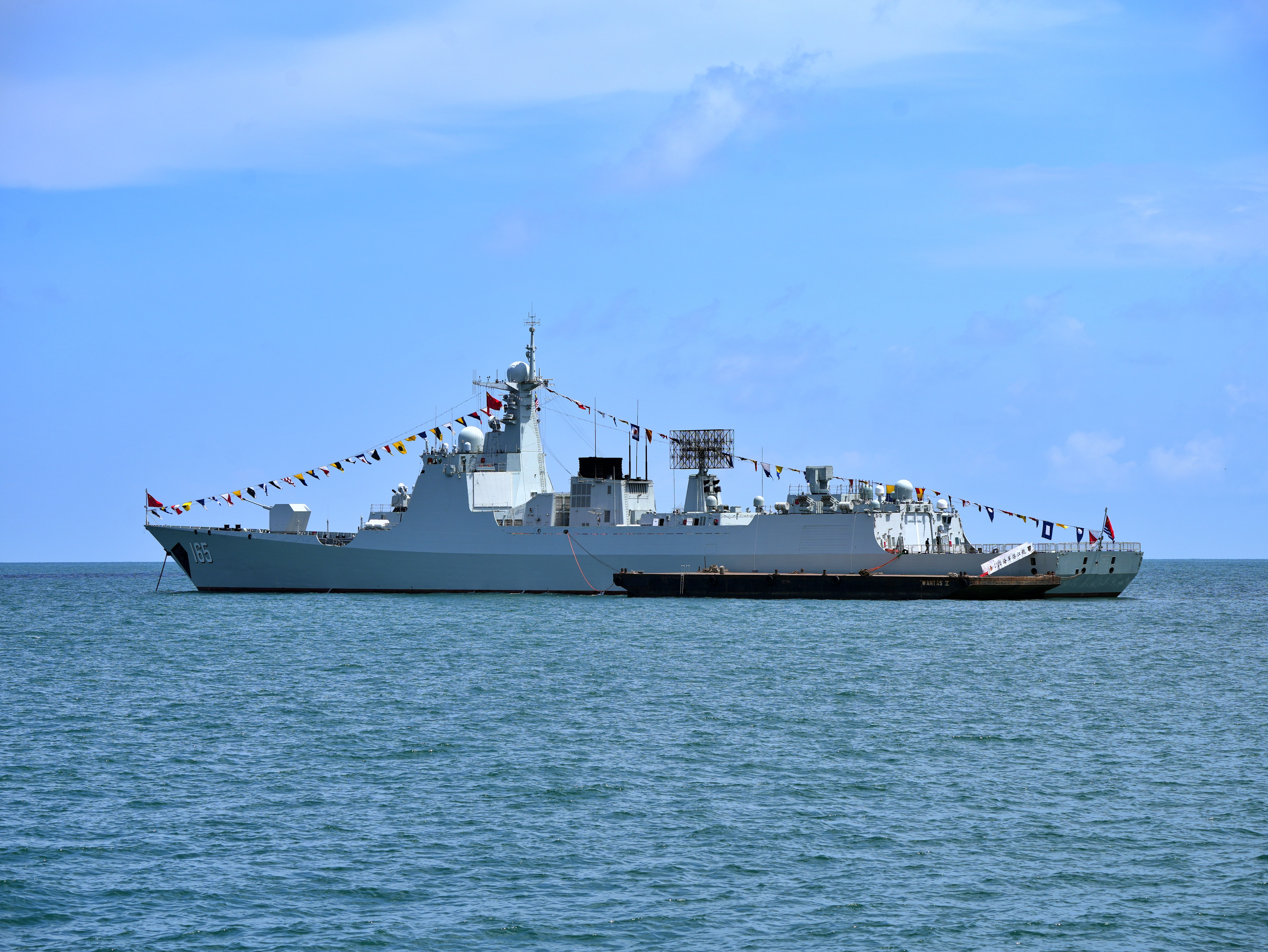
Tàu Trạm Giang (165) trong chuyến thăm Langkawi, Malaysia năm 2023